# Mariënburg
Mariënburg ist ein Ort und ehemalige Plantage im Distrikt Commewijne in der Republik Suriname.

## Plantage
Als durch den Bau des Fortes Neu-Amsterdam der Unterlauf des Commewijne geschützt war, wurde mit der Vergabe von Landbauflächen an den Ufern des Flusses durch das Gouvernement begonnen.
Im Jahre 1745 wurde dann auch die Plantage Mariënburg am linken Ufer des Commewijne durch Maria de la Jaille, Witwe von David de Hoy, gegründet. Die Plantage hatte ein Areal von 500 Acker (1 Acker = ca. 0,43 ha) und wurde zu Beginn zum Anbau von Kaffee genutzt.
Bei Abschaffung der Sklaverei durch die Kolonialmacht Niederlande, am 1. Juli 1863 waren auf der Kaffeeplantage 99 Sklaven registriert. Zu diesem Zeitpunkt hatte Mariënburg bereits mehrfach den Eigentümer gewechselt.

## Zuckerfabrik
Die Niederländische Handelsgesellschaft (NHM) kaufte 1881 die zu diesem Zeitpunkt nicht mehr kultivierte Plantage. Diese Gesellschaft war seit 1867 in Suriname aktiv und hatte bereits auf einer anderen Plantage Erfahrungen mit dem Anbau und der maschinellen Verarbeitung von Zuckerrohr gesammelt. Wegen der günstigen Lage wurde dann der Beschluss gefasst, auf der ehemaligen Kaffeeplantage eine moderne große Zuckerfabrik zu errichten. Das zur Verarbeitung notwendige Zuckerrohr sollten die umliegenden Zuckerrohrplantagen liefern. Im Jahr 1882 wurde im Zentrum der Plantage die für diese Zeit wohl modernste Zuckerfabrik und Destillerie des karibischen Raumes fertiggestellt. Diese große Fabrik hatte eine Mahlkapazität von 300 Tonnen pro Tag. Zur Anfuhr des benötigten Zuckerrohres hatte die NHM zu den Feldern der umliegenden Plantagen das erste Schienennetz von Suriname angelegt. Da jedoch der Lieferumfang durch die vertraglich gebundenen Zuckerrohrpflanzer nicht ausreichend war, sah sich die NHM gezwungen die betreffenden Plantagen aufzukaufen um selbst für ausreichenden Anfuhr zu sorgen. Auch die eigene Plantage Mariënburg wurde daher für die Zuckerrohrproduktion eingerichtet.
Das große Unternehmen beschäftigte zunächst als Feldarbeiter überwiegend Hindustanen, Kontraktarbeiter aus Britisch-Indien. Ab 1890 wurden dann die ersten durch die NHM angeworbenen Javaner als Kontraktarbeiter eingesetzt. Wie die Hindustanen hatten diese Emigranten einen zunächst auf fünf Jahre begrenzten Arbeitsvertrag unterschrieben. Für die Kontraktanten waren hölzerne Baracken und ein kleines Hospital errichtet worden. Im Jahre 1900 waren ungefähr 1600 Kontraktarbeiter für die NHM in Mariënburg tätig.

### Arbeitskonflikte und Aufstand 1902
Die NHM bezahlte an die Arbeiter die geringsten Löhne von allen Plantagenbetrieben in Suriname. Dies und harte Strafen gegen die Arbeiter führten zu wiederholten Konflikten mit der Direktion. Am 2. Juli 1902 legten die Arbeiter die Arbeit nieder. Direktor James Mavor, der sich durch die Forderung, die Arbeit wieder aufzunehmen den Zorn der Arbeiter zugezogen hatte, wurde am 29. Juli durch erzürnte Feldarbeiter in der Fabrik erschlagen. Noch am selben Tag traf ein Detachement der niederländischen Kolonialarmee (Troepenmacht in Suriname, TRIS) in Mariënburg ein und begann am folgenden Morgen mit Verhaftungen. Dies führte erneut zu einer Eskalation der Situation. Die aufgebrachten Arbeiter zogen in großer Menge in Richtung einer Brücke über einen Wasserlauf, der das Ufer mit dem Verwaltungsgebäude der NHM vom Ufer mit den Wohnbaracken trennte. In dem Moment als die Brücke betreten wurde eröffneten die Soldaten gezielt das Feuer. Hierauf starben an diesem Tag 17 der Arbeiter, und 39 wurden verletzt, von denen später weitere 7 starben.
Zur Erinnerung an den Aufstand wurde am 30. Juli 2006 durch den damaligen Vize-Präsidenten von Suriname Ramdien Sardjoe in Mariënburg ein Denkmal enthüllt.

### Internierung im Zweiten Weltkrieg
Nachdem am 10. Mai 1940 deutsche Truppen die Niederlande überfallen hatten, wurden noch am selben Tag in Suriname alle männlichen Deutschen im Alter von mehr als fünfzehn Jahren durch das Gouvernement verhaftet. Ende Mai wurden dann auch die Frauen und Kinder interniert, die zunächst für rund zwei Monate auf der Plantage Mariënburg, im alten und zu dieser Zeit nicht mehr betriebenen Hospital untergebracht wurden. Ab Mai 1941, bis zu ihrer Abschiebung im Februar 1947 waren alle rund 150 Deutschen in der Nähe von Lelydorp interniert.

## Staatsbetrieb, Schließung
Die Zuckerfabrik produzierte neben Rohrzucker auch Rum und verfügte seit 1957 auch über eine Raffinade zur Gewinnung von Kristallzucker. 1964 verkaufte die NHM die Plantage an die Rubber Cultuur Maatschappij Amsterdam, die wiederum verkaufte Mariënburg 1974 an den Staat. Die Plantage war zu diesem Zeitpunkt bereits stark veraltet und ohne erhebliche Investitionen nicht mehr rentabel in Stand zu halten. Um 1985 wurde die Zuckerproduktion gestoppt und kam es zur Schließung der Fabrik. Ein Produkt mit dem Namen der Plantage, Mariënburg Rum wird auch heute noch in Paramaribo hergestellt, allerdings mit importierter Melasse. Er ist mit einem Alkoholgehalt von 81 % (für den Export) wohl eine der stärksten Rumsorten der Welt.
Ab 1999 wurden an die Arbeiter der ehemaligen Plantage Grundstücke zur Anlegung einer neuen Siedlung vergeben.